# Аскназий, Исаак Львович
Исаак Львович (Ицык Лейбович) Аскназий (1856—1902) — русский живописец еврейского происхождения, представитель петербургского академизма пореформенной эпохи, ассоциируемый со школой Павла Чистякова; мастер исторической картины на библейские сюжеты, также работал как жанрист и портретист. Академик Императорской Академии художеств (с 1885).

## Биография

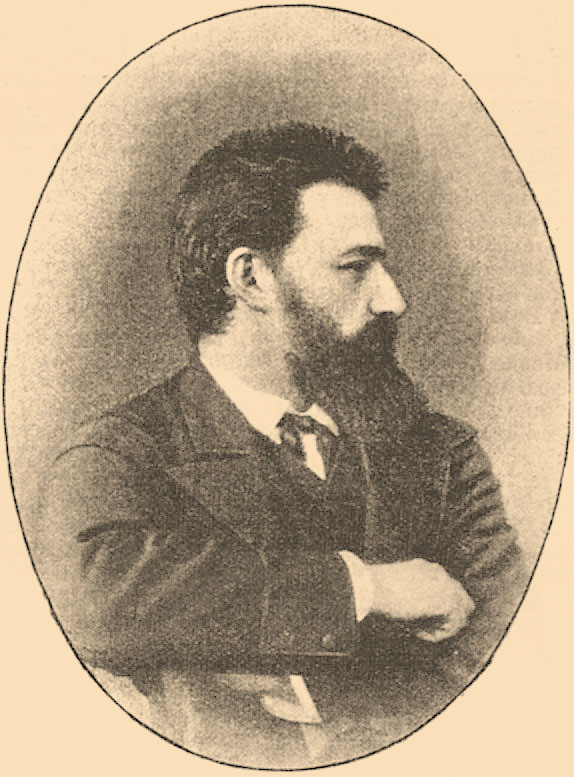
Исаак Аскназий. Фотография 1880-х годов

Исаак Аскназий родился в 1856 году в городе Дрисса (ныне Верхнедвинск) Витебской губернии в семье зажиточного купца-хасида, происходившего от древнего раввинского рода; поэтому мальчик получил религиозное воспитание.
С четырнадцати лет обучался мастерству в Императорской академии художеств в Санкт-Петербурге, непосредственно у Павла Чистякова, но сверх того пользовался покровительством и наставничеством Марка Антокольского. В основном писал на сюжеты из Ветхого и Нового Заветов. Нередко Аскназий ограничивался чисто формальным изображением главных фигур (Иисуса Христа, Моисея, Иоанна Крестителя, двенадцати апостолов), которых до него уже многократно изображали другие живописцы, порою демонстративно игнорировал главный смысл, полностью сосредотачиваясь на колоритных второстепенных персонажах, которые до него практически не были по-настоящему раскрыты в других художественных полотнах.
За свои картины «Авраам изгоняет от себя Агарь» был награждён малой золотой медалью Академии художеств (1878) и за картину «Блудница перед Христом» — большой золотой медалью (1879).
Во время пребывания в Вене начал, под руководством Ганса Макарта, картину «Палач с усечённою головою Иоанна Крестителя», оконченную им в Риме. В Бродах делал этюды еврейских типов. Другие выдающиеся его произведения: «Моисей в пустыне» (находилась в коллекции Павла Третьякова — впоследствии Третьяковской галерее в Москве, с 1950 года в музее Академии художеств в Петербурге); «Игра в кости», «Скорбные вести», «Наступление субботы», «Жених-талмудист, испытуемый раввином в присутствия родителей его и невесты», «Родители Моисея», «Утренний визит».
Получено звание академика ИАХ за картину «Моисей в пустыне» (1885).
Скоропостижно скончался 6 (19) декабря 1902 года в Москве. Был похоронен на Дорогомиловском кладбище; могила утрачена.
Работы художника находятся в Корпоративной коллекции Белгазпромбанка, в собраниях Государственного Русского музея, Национального художественного музея Республики Беларусь, Смоленского государственного музея-заповедника, Курской картинной галереи им. А. Дейнеки и др.

## Семья
- Сын Аскназий Абрам Исаакович (1887 – 1937) — метеоролог-синоптик[8]
- Сын Аскназий Самуил Исаакович (1888 — 17.04.1952) — учёный цивилист.

## Галерея

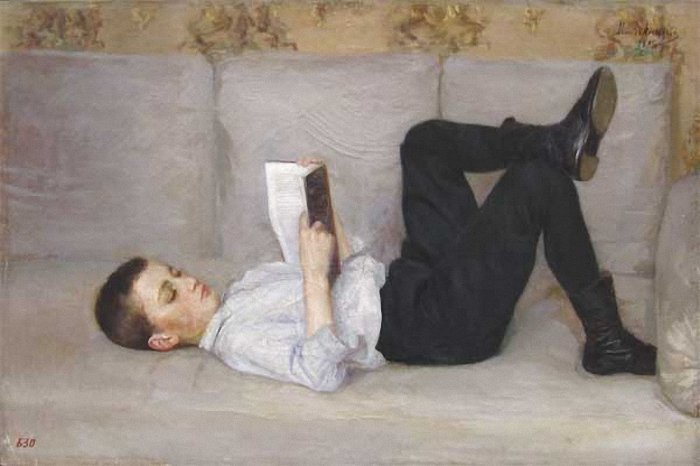
С книгой, 1898
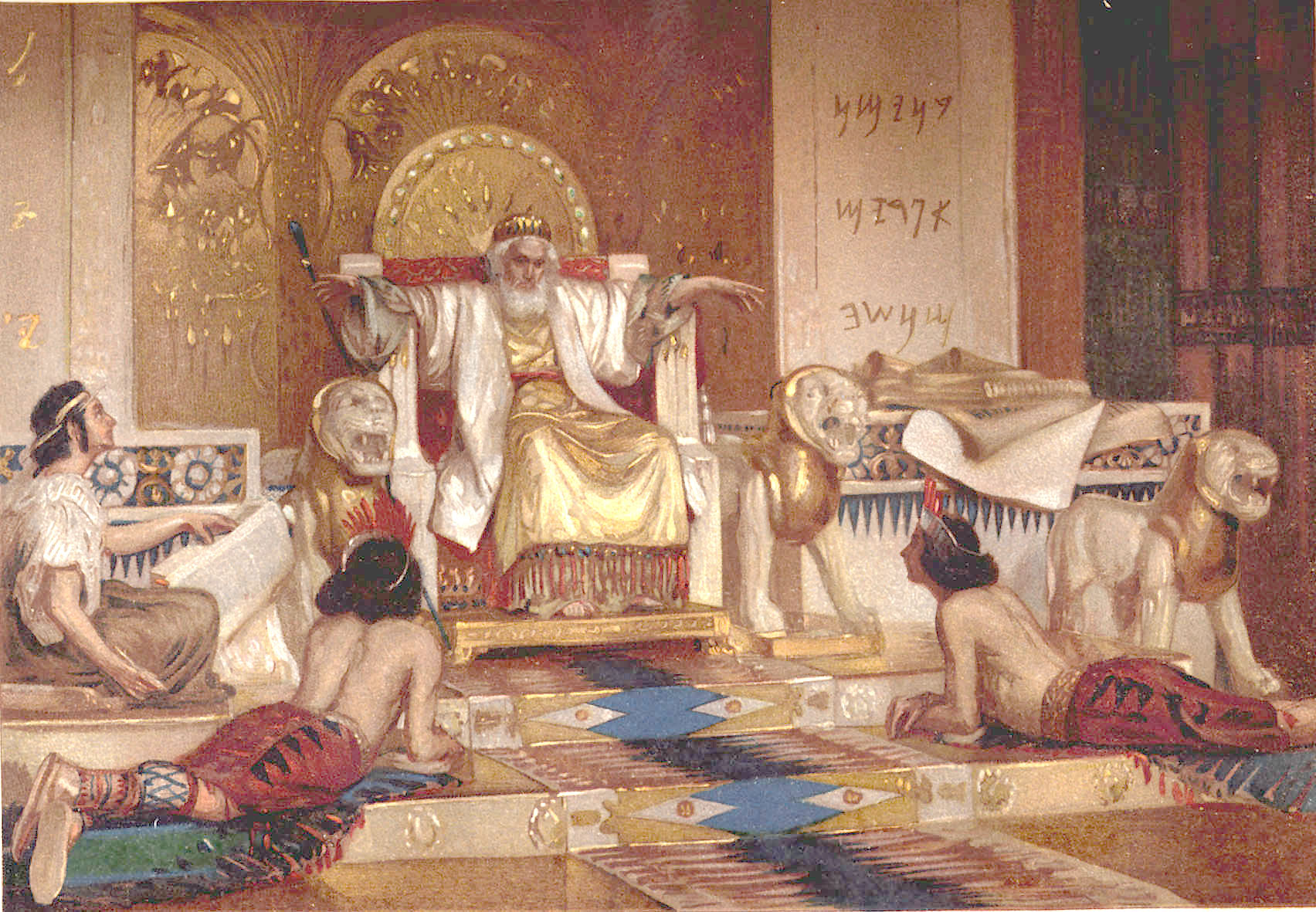
Экклезиаст
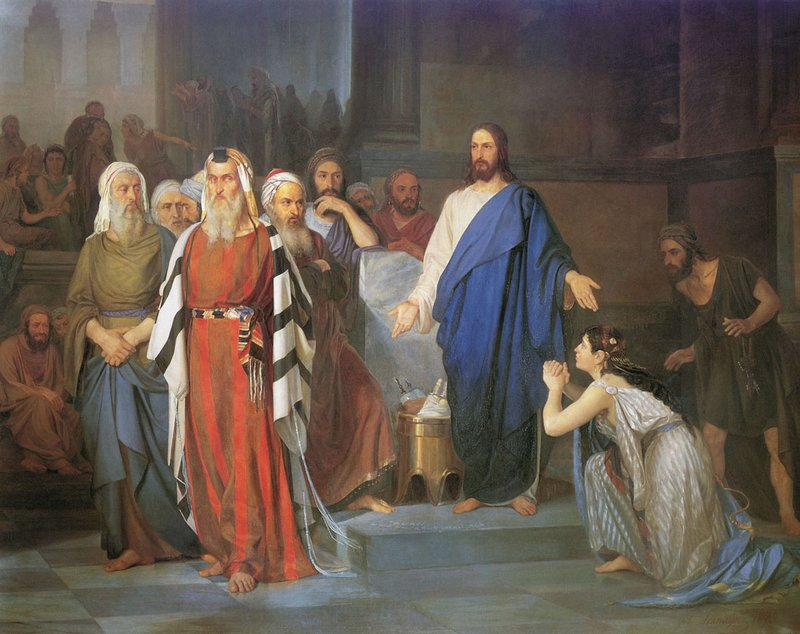
Христос и грешница
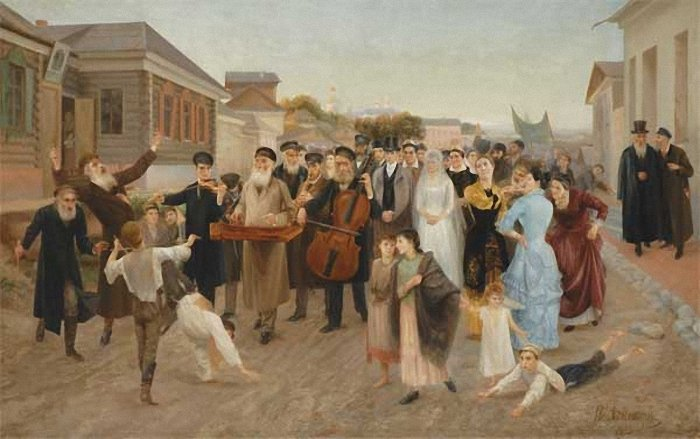
Еврейская свадьба, 1893
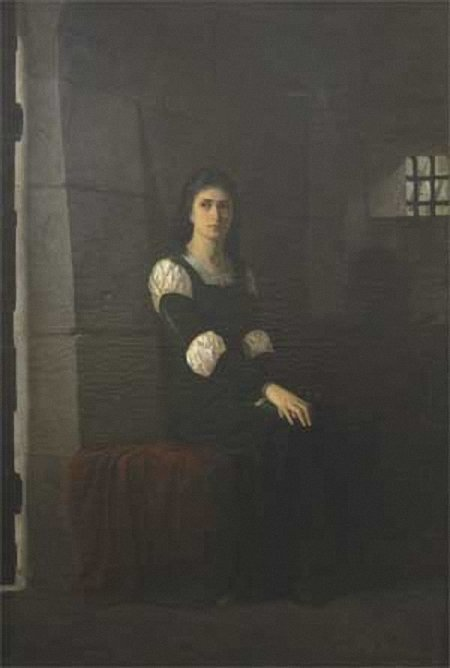
Марранка в темнице, 1880
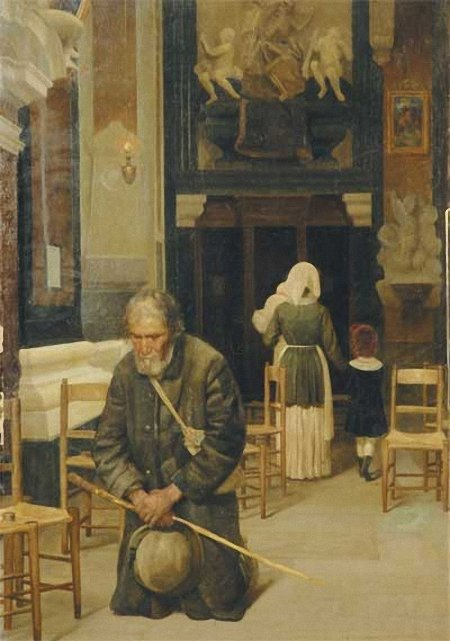
Нищий в церкви, 1884
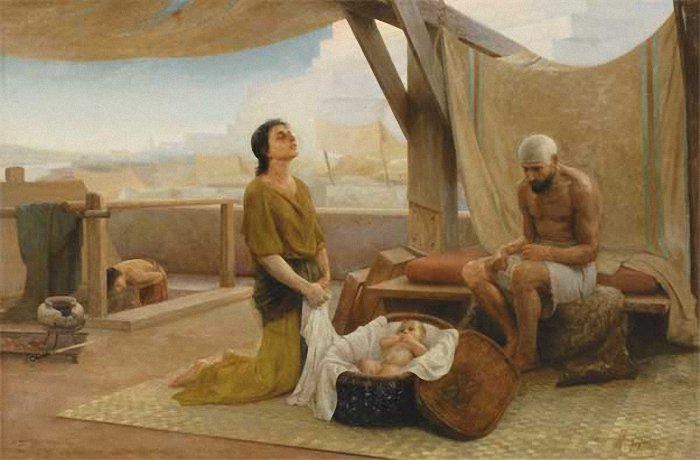
Родители Моисея, 1891
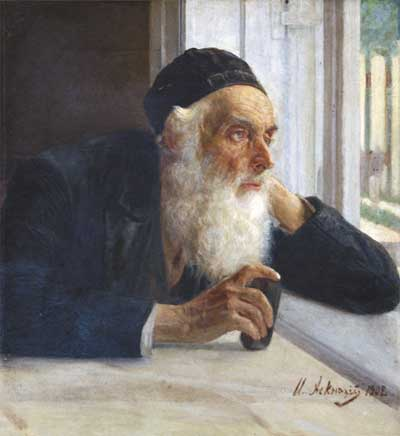
Старик еврей, 1902